# Душкевич, Константин Александрович
Константи́н Алекса́ндрович Душке́вич (род. 20 июля 1981, Красногорск, Московская область) — российский игрок в мини-футбол. 

## Биография
Воспитанник московской «Дины». На старте карьеры играл на правах аренды в азербайджанском «Туран Эйре». В 2006—2008 годах был игроком клуба «Спартак-Щёлково», затем снова вернулся в «Дину». Весной 2010 года перешёл в азербайджанский клуб «Араз». Вскоре после этого перехода Константин стал бронзовым призёром Кубка УЕФА по мини-футболу, а год спустя выиграл азербайджанский чемпионат.
Летом 2011 года вернулся в российский чемпионат, подписав контракт с подмосковными «Мытищами».
Вместе со сборной России становился призёром двух чемпионатов Европы и полуфиналистом чемпионата мира 2008 года.

## Достижения
- Серебряный призёр Чемпионата Европы по мини-футболу 2005
- Бронзовый призёр Чемпионата Европы по мини-футболу 2007
- Полуфиналист Чемпионата мира по мини-футболу 2008
- Чемпион Азербайджана по мини-футболу 2011